# ヒンデンブルク・カップ

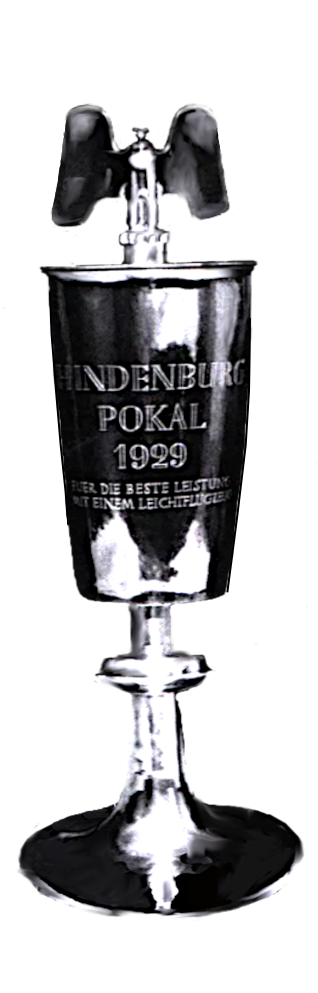
ヒンデンブルク・ポカール 1929 - 軽飛行機で最高のパフォーマンスを披露

ヒンデンブルク・カップ（Hindenburg-Pokal）は、ドイツのパイロットに贈られる賞である。1928年にヴァイマル共和国大統領のパウル・フォン・ヒンデンブルクによって創設された。当初は顕著な動力飛行を行ったドイツのパイロットに贈られたが、1930年からはグライダーの分野のパイロットにも贈られることになった。ドイツの飛行スポーツ団体Ring der Flieger e. V.とドイツ航空協会（Deutschen Luftfahrtverband）が受賞者を推薦した。1934年にヒンデンブルクが没してアドルフ・ヒトラーが国家元首になると、アドルフ・ヒトラー賞（Adolf-Hitler-Preis）となり、1935年はグライダー・パイロット、ルートヴィヒ・ホフマンに賞が贈られた。 

## 受賞者一覧（一部）
| 年度 | 受賞者                                   | 分野       | 概略                             |
| ---- | ---------------------------------------- | ---------- | -------------------------------- |
| 1928 | F.K.フォン・ケーニッヒ＝ヴァルトハウゼン | 動力飛行   | ベルリン-モスクワ-テヘラン飛行   |
| 1929 | ウォルフ・ヒルト                         | 動力飛行   | ヨーロッパ飛行、アイスランド飛行 |
| 1930 | ハインリヒ・シュレルフ                   | 動力飛行   |                                  |
| 1930 | ロベルト・クロンフェルト                 | グライダー | 第10回Rhön競技会の成績           |
| 1931 | Günther Groenhoff                        | グライダー |                                  |
| 1932 | エリー・バインホルン                     | 動力飛行   |                                  |
| 1932 | ウォルフ・ヒルト                         | グライダー | サーマル・ソアリングの研究       |
| 1933 | カール・シュワーベ                       | 動力飛行   | ベーブリンゲン-ケープタウン飛行  |
| 1933 | ペーター・リーデル                       | グライダー |                                  |
| 1934 | ハイニ・ディットマー                     | グライダー | グライダーの世界記録飛行         |

## 文献
- Karl Anders, Hans Eichelbaum: Wörterbuch des Flugwesens. Quelle und Meyer, Leipzig 1937.
- Peter Supf: Das Buch der deutschen Fluggeschichte. Band 2: Vorkriegszeit, Kriegszeit, Nachkriegszeit. Klemm, Berlin-Grunewald 1935 (2. durchgesehene, verbesserte und erweiterte Auflage. Drei-Brunnen-Verlag Stuttgart 1958).
- Peter Brütting: Das Buch der deutschen Fluggeschichte. Band 3: Die große Zeit der deutschen Luftfahrt bis 1945. Drei-Brunnen-Verlag Stuttgart 1979, ISBN 3-87174-001-2.